# Озеро Одиночества
О́зеро Одино́чества (лат. Lacus Solitudinis) — область на обратной стороне Луны.
Селенографические координаты объекта — 27°48′ ю. ш. 104°00′ в. д. / 27,8° ю. ш. 104,0° в. д., диаметр составляет 139 км.
Севернее озера расположен кратер Перельман (лат. Crater Perel'man), на северо-западе — борозда Зигфрида (лат. Rima Siegfried) и кратер Боудич (лат. Crater Bowditch), на востоке — кратер Скалигер (лат. Crater Scaliger), на западе — кратер Тициус (лат. Crater Titius), на юге — кратер Паркхерст (лат. Crater Parkhurst).

## Этимология
Впервые Озеро Одиночества было отмечено на карте «Maps of Lunar Hemispheres», изданной Антонином Рюклем (Antonín Rükl) в 1972 году.
В 1976 году это название было утверждено Международным Астрономическим союзом.